# Marsdenia suaveolens
Marsdenia suaveolens är en oleanderväxtart som beskrevs av Robert Brown. Marsdenia suaveolens ingår i släktet Marsdenia och familjen oleanderväxter. Inga underarter finns listade i Catalogue of Life.